# Кыттык
Кыттык — полуостров на северном побережье Чукотки, омывается Восточно-Сибирским морем.
Название произошло от чукотского Ӄытрын — «коса, мыс». Встречаются также названия Карчык, Каргын.
Крайней северной точкой полуострова Кыттык является мыс Песчаный. Территория полуострова представляет собой заболоченную низменность. Основание полуострова ориентировано в субширотном направлении и простирается на 70 км от устья реки Емыккывъян на востоке к устью реки Эргывеем, впадающей в Раучуа в 15 км выше её устья. На западе участок ограничивается низовьями реки Раучуа, на востоке — побережьем Чаунской губы и неглубоким Малым Чаунским проливом, на юге — склонами горного массива Наглёйнгын (863 м). Протекает река Уртыкууль. Этим проливом Кыттык отделён от острова Айон.
Средняя поверхность высотой около 5 метров раздроблена множеством проток, стариц и первично-термокарстовых озёр. Наиболее высокая поверхность (15-50 м) представляет собой останец среднеплейстоценовой равнины с комплексом западинных озёр и аласов. В северо-восточной части полуострова эта поверхность выходит к берегу моря крутыми обрывами. Равнина, слагающая полуостров Кыттык, сложена морскими песками. Озёра в западинах этой поверхности крупные (500-1 000 м), округлой формы, относительно глубокие (до 12 м), с высокими крутыми берегами.
Климат на территории полуострова суровый, арктический. По данным метеостанции Раучуа, среднегодовая температура воздуха составляет −10,6°С, среднеянварская −26°С, среднеиюльская +7,6°С. Годовое количество осадков — около 140 мм. На побережье постоянно дуют северные ветры. Снеговой покров сходит в конце мая, устанавливается в начале октября. Полуостров считается последним местом проживания материковых популяций мамонтов.
- Тундры северной части полуострова
- Тундры северной части полуострова
- Побережье Восточно-Сибирского моря